# 萬查科區
萬查科區（西班牙語：Distrito de Huanchaco），是秘魯的一個區，位於該國西北部拉利伯塔德大區的特魯希略省，面積333.9平方公里，海拔高度23米，2005年人口38,134，人口密度每平方公里110人。